# Млинок (Фастівський район)
Млино́к —  село в Україні, у Фастівському районі Київської області. Нині належить до Фастівської міської громади, а раніше належало до Веприцької сільради та до сільради с. Дідівщина. Населення становить 14 осіб. Дуже давнє старовинне поселення. Назва цього хутора біля с. Веприка пов'язана з місцевим мірошником Дем'яном Цукренком, який на річці Кіршин збудував водяний млин, навколо якого і виникло хутірне поселення Демянці, а згодом Млинок.
| Україна | Це незавершена стаття з географії України. Ви можете допомогти проєкту, виправивши або дописавши її. |